# Esquirol de les palmeres
L'esquirol de les palmeres (Funambulus palmarum) és una espècie de rosegador de la família dels esciúrids. Viu al sud de l'Índia i Sri Lanka. Es tracta d'un animal diürn i semiarborícola. Els seus hàbitats naturals són els boscos caducifolis secs tropicals i subtropicals, els manglars, els herbassars, els matollars, les plantacions, els jardins rurals i les zones urbanes. És una espècie en risc mínim, és a dir, no sembla que hi hagi cap amenaça significativa per a la seva supervivència.